# Geotrupes meridionalis
Geotrupes meridionalis är en skalbaggsart som beskrevs av Palisot De Beauvois 1805. Geotrupes meridionalis ingår i släktet Geotrupes och familjen tordyvlar. Inga underarter finns listade i Catalogue of Life.